# Jordan Pugh
Pour les articles homonymes, voir Pugh.
(en) Statistiques sur pro-football-reference
Jordan Alexander Pugh (né le 29 janvier 1988 à Plano) est un joueur américain de football américain. Il joue actuellement avec les Panthers de la Caroline.

## Carrière

### Université
Pugh joue au poste de cornerback et de safety lors de ses deux premières années et ensuite comme safety. Il totalise 221 tacles, quatre interceptions et quatre fumbles provoqués. Il est sélectionné comme joueur d'honneur par la conférence Big-12 lors de sa dernière saison en 2009.

### Professionnel
Jordan est sélectionné au sixième tour du draft de la NFL de 2010 au 202e choix par les Panthers de la Caroline. Pour sa première saison (rookie) en NFL, il joue quinze matchs (dont deux comme titulaire), effectue cinq tacles et intercepte une passe. Lors de cette saison, il fait neuf kick return mais ne marque aucune fois.